# 聯盟
聯盟（英語：consortium、复数consortia）是一個由兩個以上自然人、公司、組織或政府（或任何以上之組合）以參與共同活動或以達成共同成果而共享彼此資源為目標所組成的專業團體。

## 經濟來源
每一個組織成員保有其個別法定的狀態，而聯盟對個別成員的管控通常僅限於與共同目標相關的活動，特別是與收入有關的部門。聯盟的形成基於分限成員權利與義務的契約。聯盟通常是非營利性組織。時間性較具永久性質的，通常統稱為研究院。

## 範例

### 教育界
美國的五校聯盟是歷史最悠久也最成功的聯盟之一。五校聯盟的成員有：安默斯特學院、罕布夏學院、曼荷蓮學院、史密斯學院、麻薩諸塞大學。另一個成功的聯盟是俄亥俄五校聯盟，成員包括：歐柏林學院、俄亥俄衛斯理大學、肯樣學院、烏斯特學院及丹尼森大學。這些聯盟都提供它的成員學校共享資源以分擔人力及物力，並聯結學術及管理的資源。

### 商業界
營利性質的聯盟如歐洲的空中巴士。成立於1970年的空中巴士是世界上重要的民航客機製造商之一，現在屬於歐州航空防衛及太空公司（EADS，本身是法國、德國及西班牙的企業組合），及英國的BAE系統合併而成。因為空中巴士的聯盟特質，所有盈收基於各別興趣及目標分享給成員公司，工作比例依其盈收比例分配。

## 著名聯盟
- 開放地理空間聯盟（OGC）
- 國際開放標準組織
- 全球資訊網聯盟
- 歐洲聯盟

## 外部連結
- ConsortiumInfo.org （页面存档备份，存于）
- Consortium for Street Children